# Facciolella karreri
Facciolella karreri är en fiskart som beskrevs av Klausewitz, 1995. Facciolella karreri ingår i släktet Facciolella och familjen Nettastomatidae. IUCN kategoriserar arten globalt som livskraftig. Inga underarter finns listade i Catalogue of Life.